# Кульчицький Генріх Станіславович
Генріх Станіславович Кульчи́цький (нар. 2 грудня 1922, Козятин — пом. 8 січня 2009, Київ) — український архітектор; почесний член Української академії архітектури з 1994 року.

## Біографія
Народився 2 грудня 1922 року в місті Козятині (нині Хмільницький район Вінницької області, Україна) в багатодітній сім'ї слюсаря-залізничника. У 1939 році закінчив Козятинську школу № 2 та поступив до Київського інженерно-будівельного інституту.
Брав участь у німецько-радянській війні. 1941 року під Каневом отримав поранення. Після одужання, в числі будівельного батальйону, споруджував цехи та заводи в Челябінську. Після відвоювання Києва у 1943 році, продовжив навчання у Київському інженерно-будівельному інституті, яке закінчив у 1948 році.
Після здобуття фахової освіти був направлений в Башкирську АРСР до будівельного тресту в місто Октябрський. У 1949—1950 роках працював в інституті «Сталіноблпроєкті» у Сталіно; упродовж 1950—1990 років — в інституті «Київпроекті», де був начальником управління; у 1990—2006 роках — у Київській державній експертизі архітектурних проєктів: заступник голови, головний експерт. Помер у Києві 8 січня 2009 року.

## Споруди
Серед реалізованих проєктів
- Палац культури шахтарів у селищі Рутченковому (1950);

у Києві
- житлові будинки на:

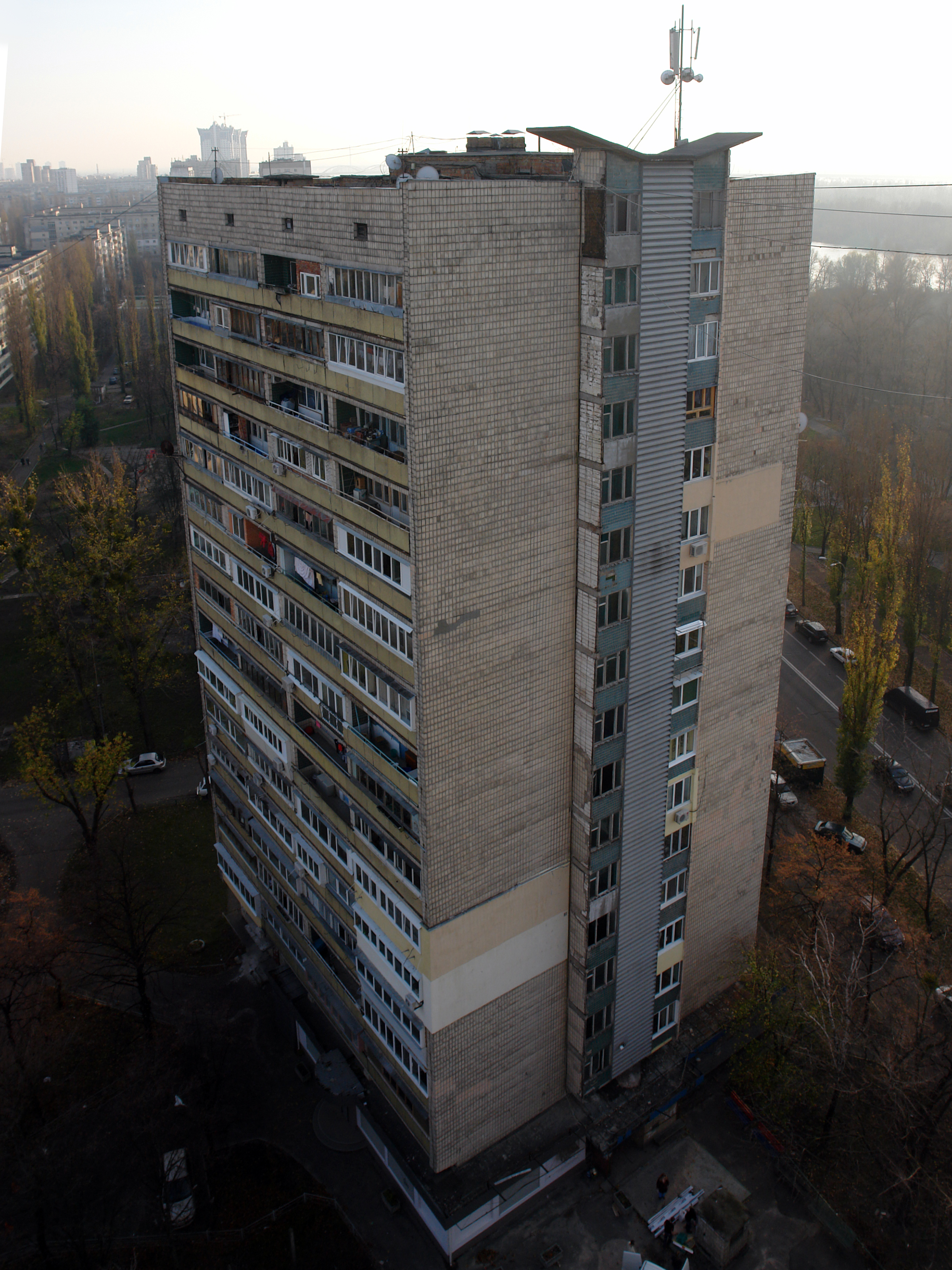
Київ, Русанівська наб., 16, 1970 р., у співавторстві з В. Ладним

  - Кловському узвозі, № 10 (1954–1957);
  - вулиці Дачній, № 6 (1955);
  - бульварі Лесі Українки, № 9 (1964);
- реконструкція Жовтневого палацу (1951—1955);
- Русанівський житловий масив (1961–1974, у співавторстві з Вадимом Ладним);
- 1–5-й мікрорайони житлового масиву Оболоні (1970–1973);

- готель «Славутич» (1971–1972);

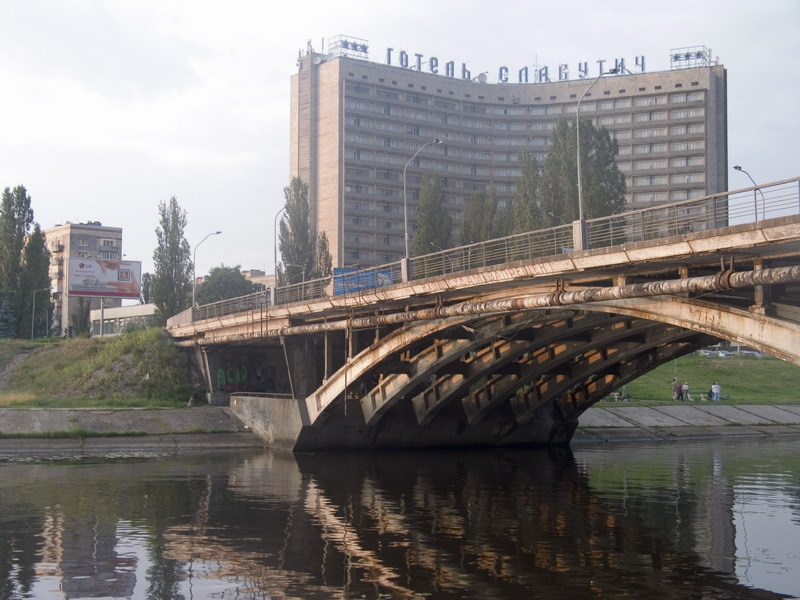
готель «Славутич».

- реконструкція та добудова площі Жовтневої революції (1976–1981, у співавторстві).

## Відзнаки
- Орден «Знак Пошани»[1];
- Заслужений архітектор УРСР з 1985 року;
- Державна премія СРСР у галузі літератури, мистецтва і архітектури з 1985 року.